# برج بن عزوز
برج بن عزوز (به عربی: برج بن عزوز) یک شهرداری در الجزایر است که در استان بسکره واقع شده‌است. برج بن عزوز ۱۱٬۰۴۳ نفر جمعیت دارد.